# Deșteaptă-te, române!
Deșteaptă-te, române! é o atual hino nacional da Roménia. Foi adotado após a Revolução romena de 1989, substituindo o anterior Trei culori. Os versos são da autoria de Andrei Mureșanu (1816–1863) e a música composta por Anton Pann (1796–1854).
Foi também o hino da Moldávia entre 1991 e 1994 e da  República Democrática Moldava durante a sua curta existência 1917–1918.